# Diwang International Fortune Center
Diwang International Fortune Center (地王国际财富中心, «Диван Интернэшнл Форчун Сентр») — сверхвысокий небоскрёб, расположенный в китайском городе Лючжоу (Гуанси-Чжуанский автономный район). Построен в 2015 году, на начало 2020 года являлся самым высоким зданием города, 76-м по высоте зданием Китая, 91-м — Азии и 154-м — мира.
303-метровая башня имеет 72 наземных и 3 подземных этажа, занятых офисами и гостиничными номерами, площадь здания — 61 000 м². Архитектором небоскрёба выступила компания AECOM из Лос-Анджелеса, застройщиком — компания China State Construction Engineering, владельцем является оператор недвижимости Wang Investment Group из Лючжоу.
Рядом с главной башней расположены три здания комплекса Fortune Center меньшей высоты — 60-этажные жилые башни № 2, 3 и 4 высотой 210 м каждая, построенные в 2016—2019 годах. В подиуме расположен торгово-развлекательный центр Better Life Square.

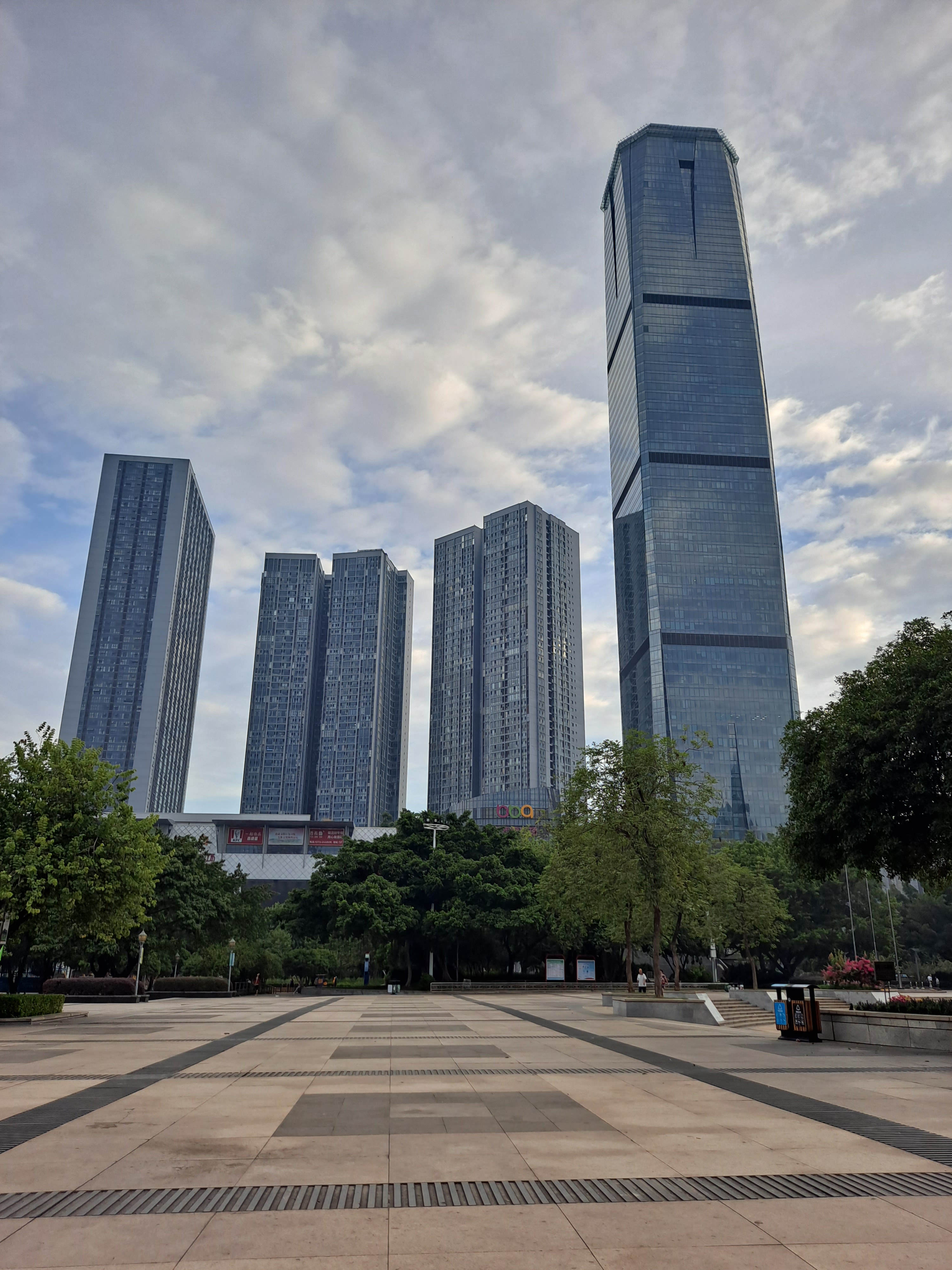
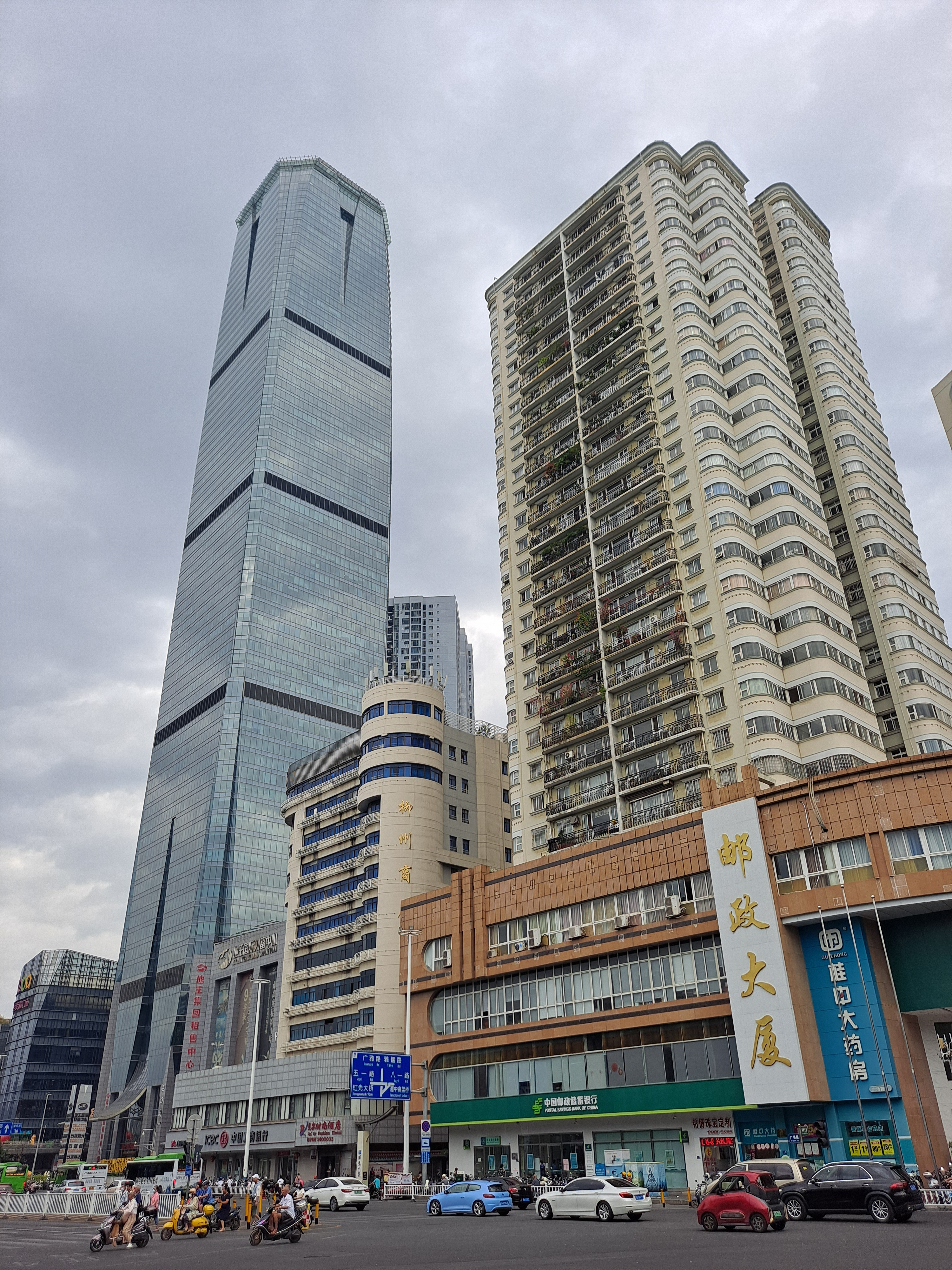
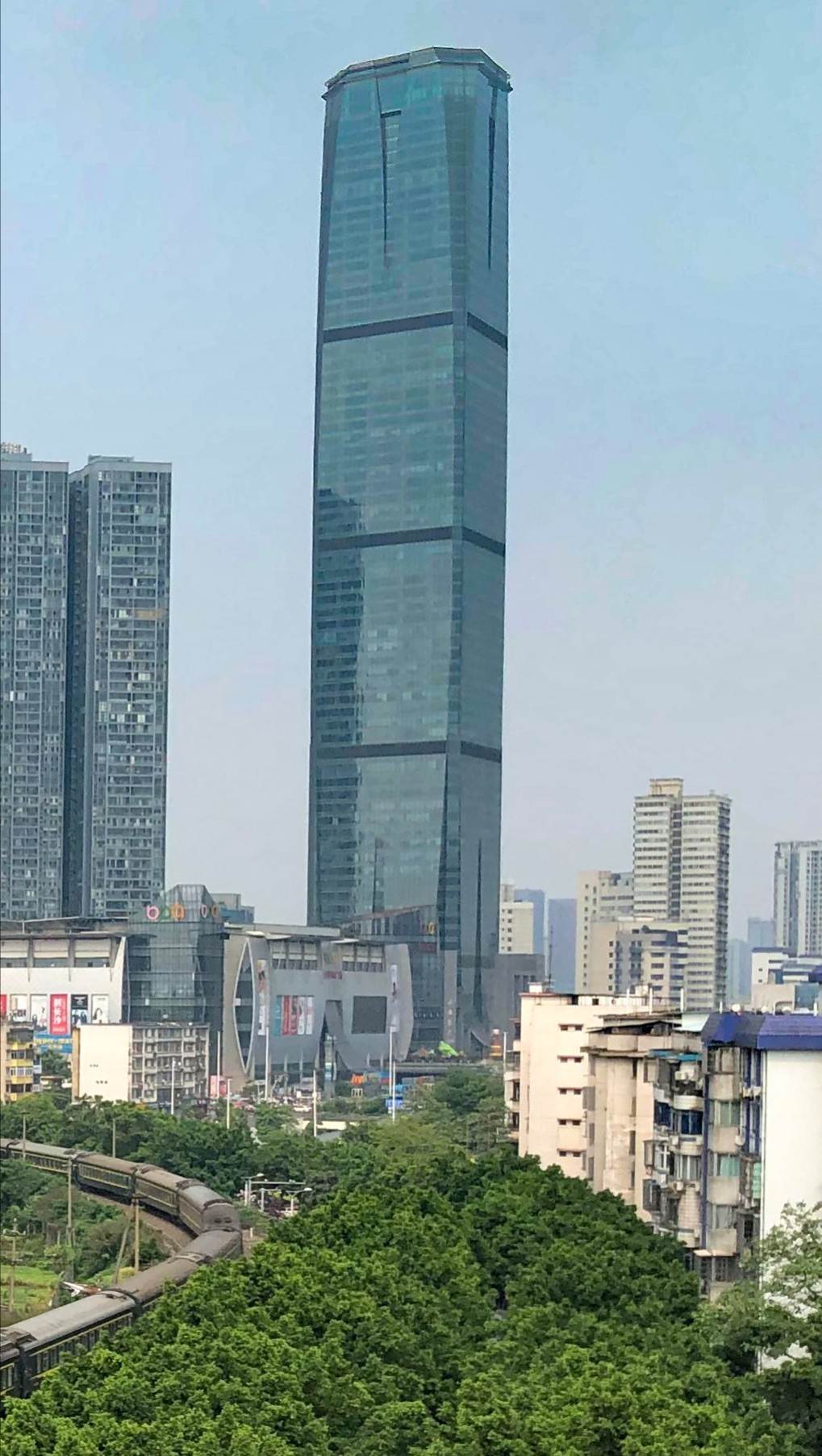